# Tujona
Tujona (ou tuiona) é um composto químico,  cetona monoterpênica bicíclica saturada, derivada do tuieno, que ocorre em várias plantas, como a tuia (Thuja occidentalis) e a sálvia.
Ocorre também na planta Artemisia Absinthium, usada na bebida alcoólica absinto. Devido a vários problemas de saúde relacionados com o consumo desta bebida, descobriu-se que a tujona pode provocar espasmos e convulsões em pequenos animais de laboratório.